# Boulgou
Boulgou är en provins i Burkina Faso. Den ligger i regionen Centre-Est, i den sydöstra delen av landet, 150 km sydost om huvudstaden Ouagadougou. Antalet invånare är 455 306. Arean är 6 692 kvadratkilometer.
Följande samhällen finns i Boulgou:
- Tenkodogo
- Garango
- Zabré